# Partecipanti al Tour de Hongrie 2024
Elenco dei partecipanti al Tour de Hongrie 2024.
Il Tour de Hongrie 2024 è stata la quarantacinquesima edizione della corsa. Alla competizione presero parte venti squadre: otto con licenza UCI World Tour 2024, otto UCI ProTeam, tre UCI Continental Team e una selezione nazionale.
Partenza con 119 ciclisti accreditati.

## Corridori per squadra
Nota: R ritirato, NP non partito, FT fuori tempo, SQ squalificato
| UAE Team Emirates       | UAE Team Emirates        | UAE Team Emirates       | Ineos Grenadiers             | Ineos Grenadiers             | Ineos Grenadiers             | Team Jayco AlUla             | Team Jayco AlUla             | Team Jayco AlUla             |
| ----------------------- | ------------------------ | ----------------------- | ---------------------------- | ---------------------------- | ---------------------------- | ---------------------------- | ---------------------------- | ---------------------------- |
| N°                      | Ciclista                 | Clas.                   | N°                           | Ciclista                     | Clas.                        | N°                           | Ciclista                     | Clas.                        |
| 1                       | Marc Hirschi             | 5°                      | 11                           | Andrew August                | 34°                          | 21                           | Dylan Groenewegen            | 100°                         |
| 2                       | Igor Arrieta             | 33°                     | 12                           | Salvatore Puccio             | 51°                          | 22                           | Elmar Reinders               | 82°                          |
| 3                       | Filippo Baroncini        | 26°                     | 13                           | Leo Hayter                   | 86°                          | 23                           | Callum Scotson               | 7°                           |
| 4                       | Alessandro Covi          | 70°                     | 14                           | Óscar Rodríguez              | 9°                           | 24                           | Campbell Stewart             | NP 2ª                        |
| 5                       | Álvaro Hodeg             | 108°                    | 15                           | Elia Viviani                 | 101°                         | 25                           | Rudy Porter                  | R 5ª                         |
| 6                       | Diego Ulissi             | 4°                      | 16                           | Cameron Wurf                 | 59°                          | 26                           | Kelland O'Brien              | 30°                          |
| Lidl-Trek               | Lidl-Trek                | Lidl-Trek               | Team DSM-Firmenich PostNL    | Team DSM-Firmenich PostNL    | Team DSM-Firmenich PostNL    | Bora-Hansgrohe               | Bora-Hansgrohe               | Bora-Hansgrohe               |
| N°                      | Ciclista                 | Clas.                   | N°                           | Ciclista                     | Clas.                        | N°                           | Ciclista                     | Clas.                        |
| 31                      | Natnael Tesfatsion       | 40°                     | 41                           | Pavel Bittner                | 64°                          | 51                           | Emanuel Buchmann             | 2°                           |
| 32                      | Fabio Felline            | 36°                     | 42                           | Frank van den Broek          | 17°                          | 52                           | Alexander Hajek              | 23°                          |
| 33                      | Jacopo Mosca             | 71°                     | 43                           | Robbe Dhondt                 | 49°                          | 53                           | Filip Maciejuk               | 68°                          |
| 34                      | Thibau Nys               | 1°                      | 44                           | Emīls Liepiņš                | 78°                          | 54                           | Sam Welsford                 | 80°                          |
| 35                      | Mathias Vacek            | 20°                     | 45                           | Niklas Märkl                 | R 5ª                         | 55                           | Ben Zwiehoff                 | 18°                          |
| 36                      | Otto Vergaerde           | 75°                     |                              |                              |                              | 56                           | Cesare Benedetti             | 66°                          |
| Bahrain Victorious      | Bahrain Victorious       | Bahrain Victorious      | Astana Qazaqstan Team        | Astana Qazaqstan Team        | Astana Qazaqstan Team        | Team Polti Kometa            | Team Polti Kometa            | Team Polti Kometa            |
| N°                      | Ciclista                 | Clas.                   | N°                           | Ciclista                     | Clas.                        | N°                           | Ciclista                     | Clas.                        |
| 61                      | Wout Poels               | 3°                      | 71                           | Mark Cavendish               | 93°                          | 81                           | Erik Fetter                  | 50°                          |
| 62                      | Alberto Bruttomesso      | 84°                     | 72                           | Cees Bol                     | 95°                          | 82                           | Álex Martín                  | 53°                          |
| 63                      | Yukiya Arashiro          | 65°                     | 73                           | Evgenij Gidič                | 96°                          | 83                           | David Martín                 | 89°                          |
| 64                      | Łukasz Wiśniowski        | 76°                     | 74                           | Michele Gazzoli              | 77°                          | 84                           | Manuel Peñalver              | 105°                         |
| 65                      | Dušan Rajović            | 99°                     | 75                           | Michael Mørkøv               | 92°                          | 85                           | Javier Serrano               | 47°                          |
| 66                      | Cameron Scott            | 102°                    | 76                           | Gleb Syrica                  | 85°                          | 86                           | Diego Sevilla                | 39°                          |
| Tudor Pro Cycling Team  | Tudor Pro Cycling Team   | Tudor Pro Cycling Team  | Lotto Dstny                  | Lotto Dstny                  | Lotto Dstny                  | Q36.5 Pro Cycling Team       | Q36.5 Pro Cycling Team       | Q36.5 Pro Cycling Team       |
| N°                      | Ciclista                 | Clas.                   | N°                           | Ciclista                     | Clas.                        | N°                           | Ciclista                     | Clas.                        |
| 91                      | Lucas Eriksson           | 28°                     | 101                          | Jacopo Guarnieri             | R 5ª                         | 111                          | Carl Fredrik Hagen           | 21°                          |
| 92                      | Sebastian Kolze Changizi | NP 2ª                   | 102                          | Johannes Adamietz            | 27°                          | 112                          | Damien Howson                | 8°                           |
| 93                      | Miká Heming              | R 5ª                    | 103                          | Mathijs Paasschens           | 63°                          | 113                          | Kamil Małecki                | 56°                          |
| 94                      | Simon Pellaud            | 57°                     | 104                          | Eduardo Sepúlveda            | 12°                          | 114                          | Matteo Moschetti             | R 5ª                         |
| 95                      | Yannis Voisard           | 10°                     | 105                          | Harm Vanhoucke               | 6°                           | 115                          | Matteo Badilatti             | 11°                          |
| 96                      | Joël Suter               | R 5ª                    | 106                          | Jarne Van de Paar            | 98°                          | 116                          | Nicolò Parisini              | 69°                          |
| Team Flanders-Baloise   | Team Flanders-Baloise    | Team Flanders-Baloise   | Euskaltel-Euskadi            | Euskaltel-Euskadi            | Euskaltel-Euskadi            | Corratec Vini Fantini        | Corratec Vini Fantini        | Corratec Vini Fantini        |
| N°                      | Ciclista                 | Clas.                   | N°                           | Ciclista                     | Clas.                        | N°                           | Ciclista                     | Clas.                        |
| 121                     | Kamiel Bonneu            | 16°                     | 131                          | Jon Aberasturi               | 81°                          | 141                          | Niccolò Bonifazio            | 83°                          |
| 122                     | Ward Vanhoof             | 55°                     | 132                          | Andoni López de Abetxuko     | R 5ª                         | 142                          | Roberto González             | 54°                          |
| 123                     | Lars Craps               | 19°                     | 133                          | Víctor de la Parte           | 22°                          | 143                          | Etienne van Empel            | 41°                          |
| 124                     | Siebe Deweirdt           | 87°                     | 134                          | Joan Bou                     | 31°                          | 144                          | Lorenzo Quartucci            | 48°                          |
| 125                     | Elias Maris              | 52°                     | 135                          | Mikel Bizkarra               | 15°                          | 145                          | Jakub Mareczko               | R 5ª                         |
| 126                     | Vincent Van Hemelen      | 38°                     | 136                          | Gotzon Martín                | 25°                          | 146                          | Kristian Sbaragli            | 32°                          |
| TDT-Unibet              | TDT-Unibet               | TDT-Unibet              | Epronex-Hungary Cycling Team | Epronex-Hungary Cycling Team | Epronex-Hungary Cycling Team | Team MBH Bank Colpack Ballan | Team MBH Bank Colpack Ballan | Team MBH Bank Colpack Ballan |
| N°                      | Ciclista                 | Clas.                   | N°                           | Ciclista                     | Clas.                        | N°                           | Ciclista                     | Clas.                        |
| 151                     | Abram Stockman           | 29°                     | 161                          | Ádám Kristóf Karl            | 88°                          | 171                          | Christian Bagatin            | 91°                          |
| 152                     | Adam Ťoupalík            | 46°                     | 162                          | Balázs Rózsa                 | 94°                          | 172                          | Sergio Meris                 | 37°                          |
| 153                     | Baptiste Huyet           | 42°                     | 163                          | Byron Munton                 | 62°                          | 173                          | Lorenzo Nespoli              | 60°                          |
| 154                     | Charlie Paige            | 35°                     | 164                          | Zsolt Istlstekker            | 73°                          | 174                          | Pavel Novák                  | 24°                          |
| 155                     | Lander Loockx            | 14°                     | 165                          | Gergő Orosz                  | 106°                         | 175                          | Samuel Quaranta              | 103°                         |
| 156                     | Nicklas Amdi Pedersen    | 67°                     | 166                          | Tim Bierkens                 | R 5ª                         | 176                          | Márk Valent                  | 44°                          |
| Pierre Baguette Cycling | Pierre Baguette Cycling  | Pierre Baguette Cycling | Selezione ungherese          | Selezione ungherese          | Selezione ungherese          |                              |                              |                              |
| N°                      | Ciclista                 | Clas.                   | N°                           | Ciclista                     | Clas.                        |                              |                              |                              |
| 181                     | Daniel Vysočan           | 43°                     | 191                          | Márton Dina                  | 13°                          |                              |                              |                              |
| 182                     | Tomaš Kalojiros          | 104°                    | 192                          | Ádám Pápai                   | 97°                          |                              |                              |                              |
| 183                     | Andrej Liska             | 74°                     | 193                          | Barnabás Peák                | 79°                          |                              |                              |                              |
| 184                     | Martin Voltr             | 107°                    | 194                          | Zétény Szijártó              | 58°                          |                              |                              |                              |
| 185                     | Peter Sagan              | 90°                     | 195                          | Bálint Feldhoffer            | 61°                          |                              |                              |                              |
| 186                     | Jakub Řiman              | 45°                     | 196                          | Viktor Filutás               | 72°                          |                              |                              |                              |